# Hemidictyum drummondii
Hemidictyum drummondii là một loài dương xỉ trong họ Diplaziopsidaceae. Loài này được E.Fourn. mô tả khoa học đầu tiên năm 1873.
Danh pháp khoa học của loài này chưa được làm sáng tỏ. 